# Sztylet tarczkowy

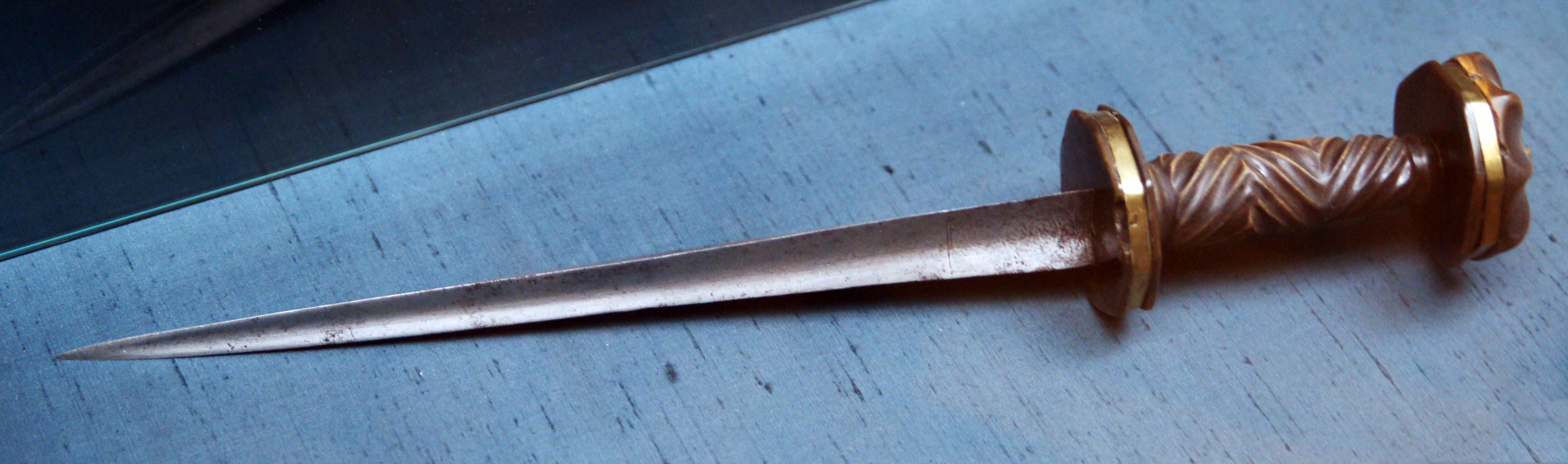
Sztylet tarczkowy z ok. 1490-1500 r.

Sztylet tarczkowy – średniowieczny rodzaj sztyletu, posiadającego jelec i głowicę o formie kolistych tarczek, stanowiących oparcie i osłonę dla dłoni. Szczególnie popularny w XIV-XV wieku wśród rycerstwa. 